# Michel Vallette d'Osia
 (mars 2023).
La mise en forme du texte ne suit pas les recommandations de Wikipédia : il faut le « wikifier ».
Les points d'amélioration suivants sont les cas les plus fréquents :
- Les titres sont pré-formatés par le logiciel. Ils ne sont ni en capitales, ni en gras.
- Le texte ne doit pas être écrit en capitales (les noms de famille non plus), ni en gras, ni en italique, ni en « petit »…
- Le gras n'est utilisé que pour surligner le titre de l'article dans l'introduction, une seule fois.
- L'italique est rarement utilisé : mots en langue étrangère, titres d'œuvres, noms de bateaux, etc.
- Les citations ne sont pas en italique mais en corps de texte normal. Elles sont entourées par des guillemets français : « et ».
- Les listes à puces sont à éviter, des paragraphes rédigés étant largement préférés. Les tableaux sont à réserver à la présentation de données structurées (résultats, etc.).
- Les appels de note de bas de page (petits chiffres en exposant, introduits par l'outil «  Source ») sont à placer entre la fin de phrase et le point final[comme ça].
- Les liens internes (vers d'autres articles de Wikipédia) sont à choisir avec parcimonie. Créez des liens vers des articles approfondissant le sujet. Les termes génériques sans rapport avec le sujet sont à éviter, ainsi que les répétitions de liens vers un même terme.
- Les liens externes sont à placer uniquement dans une section « Liens externes », à la fin de l'article. Ces liens sont à choisir avec parcimonie suivant les règles définies. Si un lien sert de source à l'article, son insertion dans le texte est à faire par les notes de bas de page.
- La présentation des références doit suivre les conventions bibliographiques. Il est recommandé d'utiliser les modèles {{Ouvrage}}, {{Chapitre}}, {{Article}}, {{Lien web}} et/ou {{Bibliographie}}. Le mode d'édition visuel peut mettre en forme automatiquement les références.
- Insérer une infobox (cadre d'informations à droite) n'est pas obligatoire pour parachever la mise en page.

Pour une aide détaillée, merci de consulter Aide:Wikification.
Si vous pensez que ces points ont été résolus, vous pouvez retirer ce bandeau et améliorer la mise en forme d'un autre article.
Pour les articles homonymes, voir Vallette d'Osia.
Michel Vallette d'Osia, né le 23 juin 1926 à Rennes et mort le 26 septembre 2009 à Annecy, est un officier français, principalement connu pour les responsabilités qu'il a exercées dans l'Armée française, en Indochine et en Algérie. Il a terminé sa carrière militaire comme colonel de réserve.
Une promotion de l'EMIA porte son nom (55e promotion).

## Biographie

### Jeunesse
Né en 1926, issu d'une lignée d'officiers, fils du général Jean Vallette d'Osia, aîné de huit enfants, il aura sept enfants et trente-sept petits-enfants.
En septembre 1942, après un baccalauréat de philosophie obtenu à l’âge de 16 ans, Michel Vallette d’Osia entre au Prytanée National Militaire, alors retranché à Valence dans une caserne. Son père, Jean Vallette d’Osia qui prépare dès 1940 l’entrée en Résistance du 27e BCA, lui fait promettre de ne le rejoindre qu’après avoir passé le concours de Saint-Cyr.

### Carrière militaire

#### Début de carrière
Au moment de la Libération, il rejoint l’unité du chef de bataillon Yves Godard qui redevient le 27e BCA, pour participer à la bataille des Alpes. Jeune engagé, il y connait son baptême du feu.
En décembre 1944, les lauréats du concours de Saint Cyr ayant rejoint des unités combattantes sont convoqués à Cherchell. Il rejoint la promotion Rhin français, de décembre 1944 à juin 1945 et devient aspirant. Il choisit alors de délaisser une carrière de saint-cyrien pour celle d’officier semi-direct ce qui lui évite 18 mois de formation à Coëtquidan afin de rejoindre plus rapidement les unités combattantes.
Affecté au 13e BCA sur le départ pour l’Autriche, il devient chef de section, à la « Belle 2 » (2e Cie).
Début 1947, il n’est pas retenu pour rejoindre le capitaine Desserteaux qui prend le commandement d’une compagnie de renfort pour l’Indochine. Il rédige alors une demande de mutation pour les parachutistes. Acceptée, elle lui vaut de quitter son bataillon pour Pau où il sera breveté parachutiste avant de rejoindre l'école des troupes parachutistes.

#### 1948-1950: 1erSéjour en Indochine
En mars 1948, Vallette d’Osia embarque à Marseille en direction de Saïgon. Il est immédiatement envoyé à Cao-Bang où il est parachuté en renfort du 1er RCP.
En septembre 1949, il est affecté à Son-La sous les ordres du capitaine Bigeard. Ce dernier dira de Michel Vallette d’Osia : « Sur le Song Ma, au sud à Muong Hung, j'ai eu la chance de recevoir le lieutenant Vallette d'Osia, fils de général, solide comme un roc, toujours prêt à en découdre... à freiner plutôt qu'à pousser ».
Commandant de compagnie à 24 ans, il est affecté dans la région de Dien Bien Phu. Il y est chef militaire et administrateur civil. Il s’attache à connaitre aussi bien ses subordonnés que ses administrés en visitant les villages et en parcourant les sentiers. « Indochine, magnifique pays, aux paysages somptueux, de la baie d’Along aux montagnes Thaïs avec ses herbes à éléphants et ses couchers de soleil extraordinaires : comme la plupart de mes camarades, j’ai laissé en Indo une partie de mes rêves et me souviendrai de ces populations si attachantes jusqu’au bout de mes jours. »

#### 1951-1953: 2eséjour
De retour en France, le capitaine Vallette d’Osia commande la « belle 2 » du 13e BCA. Il n’y restera que quelques mois et demande une nouvelle fois sa mutation pour l’Indochine.
Il est affecté, en 1952, au 8e BCP comme officier renseignement. Il s’illustre d’emblée lors des combats sur la RC6. Puis il prend rapidement le commandement de la 16e compagnie à la tête de laquelle il s’illustre jusqu’à son retour en métropole et gagne une citation à l’ordre de l’armée au titre de sa compagnie faisant de la 16 du 8 la seule compagnie portant deux palmes à son fanion.
Il rentre de son second séjour en Indochine, plus jeune capitaine de France, au choix. Il est un des parachutistes comptant le plus de sauts opérationnels. Dix fois cité au titre des théâtres d'opérations extérieures, dont deux fois à l’ordre de l’armée, il est chevalier de la légion d’honneur depuis son premier séjour. En Indochine, il aura été trois fois blessé.

#### Expédition de Suez
De retour en métropole, affecté au 1er choc, il y prend pour la troisième fois le commandement d’une compagnie. Il devient ainsi pour quelques mois locataire de la citadelle de Collioure. En 1956, il réussit le concours de l’école d’état-major. Ainsi il participe au montage puis à l’expédition de Suez.

#### Guerre d'Algérie
Rapidement envoyé en Algérie, il s'y distingue par son sens de la manœuvre à l’état-major de la 10e DP. Il y commande la 2e compagnie du 14e RCP. Il revient d’Algérie avec une nouvelle blessure et deux citations sur sa croix de la valeur militaire.

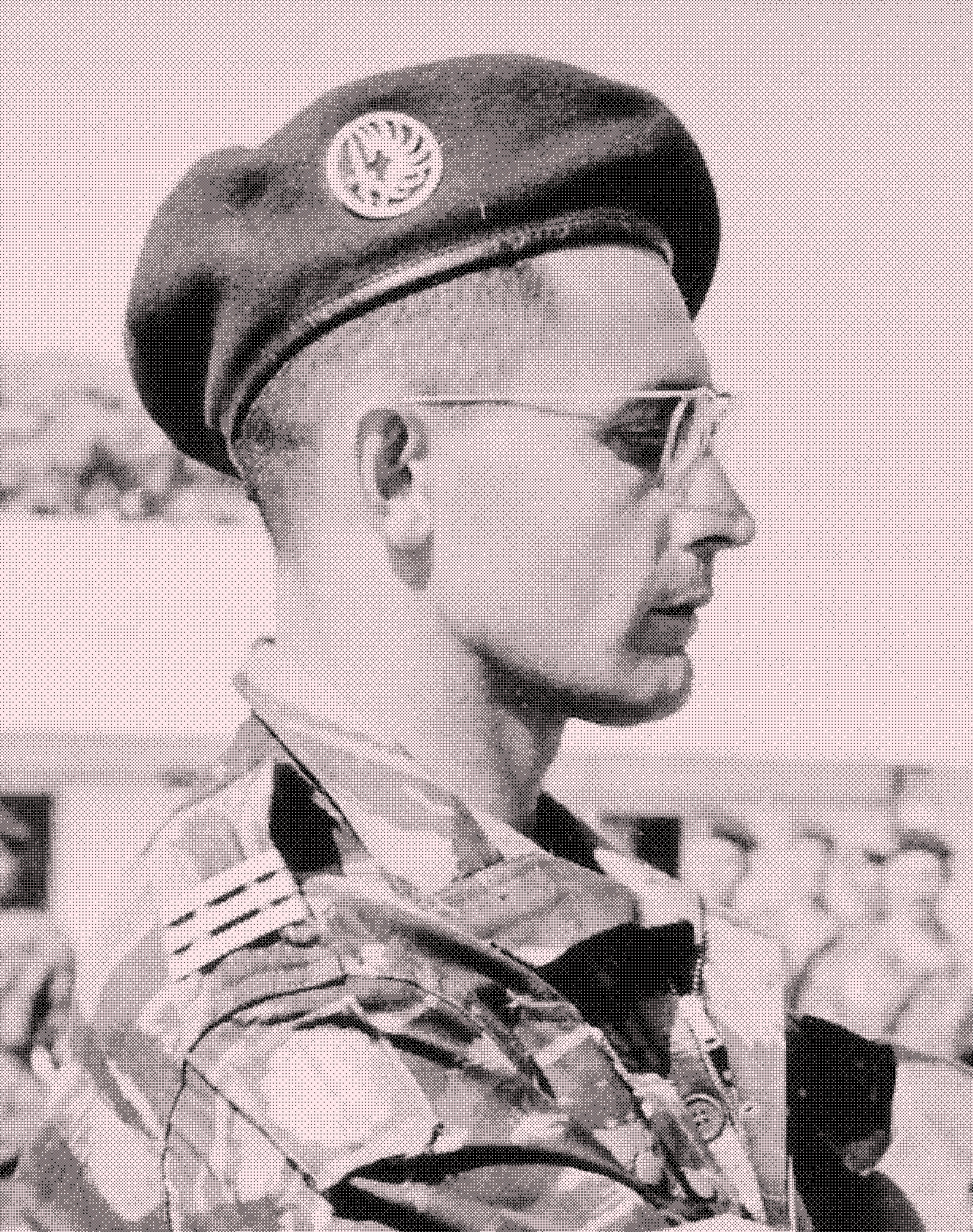
Le capitaine Michel Vallette d'Osia en Algérie française en juillet 1958. Il est alors au 14e régiment de chasseurs parachutistes.

#### Fin de carrière d’active
Affecté à l’école polytechnique, il y commande une compagnie d’élèves. Admis à l’école de guerre, il travaille notamment à la rédaction de procédés de guerre contre-révolutionnaire. Ses réflexions sont reprises en partie par David Galula dans son ouvrage Contre-insurrection : théorie et pratique  (ISBN 978-2-717-85509-8).
Il est embarqué malgré lui dans la tourmente du putsch d’Alger, auquel il s’oppose, car il voit bien depuis Paris où il est en poste que ce combat éminemment politique est perdu d’avance. Il démissionne à sa sortie de l’École de guerre en 1963.

#### Carrière dans la réserve
Après l’amnistie générale, alors qu’il a repris un emploi dans le bâtiment et les travaux publics, il entre dans la réserve et effectue de multiples périodes en état-major et comme instructeur des élèves ORSEM.

### Engagement associatif

#### Scoutisme
Durant son enfance, il a été éduqué dans le scoutisme.

#### Aide à l’Église en Détresse
Par ailleurs, il était particulièrement engagé dans le combat en faveur des catholiques des anciens pays communistes par le biais de l'Aide à l'Église en détresse (AED) et la cause des chrétiens du Moyen Orient.

### Vie de famille
Il meurt à 83 ans, à Annecy où il est enterré le 29 septembre 2009.

## Postérité

### 55e promotion de l’École Militaire Interarmes
Le choix du parrain de la 55e promotion de l'EMIA a été révélé le 23 juillet 2016 lors du Triomphe de l'Ecole Militaire InterArmes, traditionnelle fête de fin d'année des Écoles de Coëtquidan depuis 1834.

## Récompenses
Le colonel Michel Vallette d’Osia  a  reçu  douze citations dont trois à l'ordre de l'armée.
 Commandeur de la Légion d'honneur
 Commandeur de l'ordre national du Mérite
 Croix de guerre des Théâtres d'opérations extérieurs (10 citations)
 Croix de la Valeur militaire (2 citations)
 Croix du combattant
 Insigne des blessés militaires
 Médaille commémorative des opérations de sécurité et de maintien de l'ordre
 Médaille commémorative de la campagne d'Indochine
 Médaille coloniale (avec agrafes "Indochine" "Algérie")

## Sources
1. ↑  « 72 sous-lieutenants ont rendu hommage au colonel savoyard Michel Valette d’Osia », sur www.ledauphine.com, 3 septembre 2016 (consulté le 17 mars 2023)
2. ↑  EO Page, « La promotion Colonel Vallette d’Osia », L'Epaulette, no 29,‎ septembre 2016, p. 29
3. ↑  Theatrum Belli, « EMIA : La 55e promotion prend pour parrain le colonel Michel Vallette d'Osia (1926-2009) », sur Theatrum Belli, 27 juillet 2016 (consulté le 17 mars 2023)
4. ↑  « Pour une parcelle de gloire - Recherche Google », sur www.google.fr (consulté le 15 mars 2023)
5. ↑  « Le parrain de promotion », sur www.emia55.fr (consulté le 15 mars 2023)
6. ↑  « Nécrologie », L'Est républicain,‎ 29 septembre 2009 (lire en ligne)
7. ↑  Philippe Chapleau, « La (petite) promotion "colonel Vallette d’Osia" de l'EMIA a fait sa rentrée », sur lignesdedefense.blogs.ouest-france.fr, 30 juillet 2016 (consulté le 17 mars 2023)